# Story Musgrave
Franklin Story Musgrave (* 19. August 1935 in Boston, Massachusetts, USA) ist ein ehemaliger US-amerikanischer Astronaut und der einzige, der mit allen fünf Space Shuttles ins All flog.

## Kindheit
Musgrave stammt aus zerrütteten Verhältnissen. Seine Eltern waren Alkoholiker und haben sich schließlich selbst das Leben genommen. Aufgewachsen sind Musgrave und seine zwei Brüder – einer jünger, einer älter – in den 1940er Jahren auf einer 400-Hektar-Farm südwestlich von Boston, die sich auf Milchwirtschaft spezialisiert hatte. Die Familie lebte recht isoliert, was vor allem auf das Verhalten der trinkenden und schlagenden Eltern zurückzuführen war. Musgrave suchte und fand seinen Ausgleich in der Natur. Er weiß sich zu erinnern, dass er bereits im Alter von drei Jahren in so mancher Nacht durch den angrenzenden Wald streifte. 1945 hatte seine Mutter genug von den Misshandlungen ihres Mannes und zog mit Musgrave zu Verwandten – die beiden Brüder blieben beim Vater auf der Farm.

## Ausbildung und Tätigkeiten vor der Raumfahrt
1953 verließ Musgrave nach sechs Jahren St. Mark’s School in Massachusetts und trat in das United States Marine Corps ein. Er hat das Lernen zu seiner Passion gemacht und hat nicht weniger als sechs akademische Titel erringen können.
Er arbeitete beim Bodenpersonal in der Flugzeugwartung. Dazu war er an der US Naval Aviation Electrician and Instrument Technician School in Jacksonville (Florida) zum Flugzeugmechaniker für Bordelektrik und Instrumentierung geschult worden. Als Leiter des Bodenpersonals diente er in Korea, Japan sowie auf Hawaii und war auch im Fernen Osten auf dem Flugzeugträger Wasp stationiert gewesen.
Mitte der 1950er Jahre in die USA zurückgekehrt, startete Story Musgrave eine beispiellose Karriere im Bildungswesen – als „ewiger Student“ (im positiven Sinn). Er schrieb sich an der Syracuse University im Bundesstaat New York ein und erhielt 1958 einen Bachelor in Mathematik und Statistik. Im gleichen Jahr verließ er das USMC und nahm für kurze Zeit einen Job als Mathematiker und Analytiker bei Eastman Kodak am Firmensitz in Rochester (New York) an. Danach stockte er seine akademische Trophäensammlung weiter auf: 1959 Magister in Programmierung und Arbeitsanalyse (University of California, Los Angeles), 1960 Bachelor in Chemie (Marietta College in Ohio), 1964 Doktor der Medizin vom College of Physicians & Surgeons der Columbia University in New York City.
In seiner Wahlheimatstadt Lexington (Kentucky) nahm er dann am Medical Center der University of Kentucky eine Assistenzarztstelle als Chirurg an. 1965 wechselte er zur US-Luftwaffe und arbeitete im Bereich Luftfahrtmedizin. Ein Jahr darauf nahm er eine Stelle am National Heart Institute – seit 1969 heißt es National Heart, Lung, and Blood Institute (NHLBI) – an, um zu forschen und zu unterrichten. Parallel dazu studierte er Physiologie und Biophysik an der Kentucky-Universität (Master 1966).
Bis 1989 übte Musgrave seinen Beruf als Mediziner aus. Als Unfallchirurg arbeitete er einige Tage im Monat am Denver General Hospital in Denver, Colorado, um in Übung zu bleiben, und war Gastprofessor am Medical Center der University of Kentucky, wo er Physiologie und Biophysik lehrte.

## Astronautentätigkeit
Musgrave gelang es, im August 1967 mit der 6. Astronautengruppe der NASA als Wissenschaftsastronaut ausgewählt zu werden. Bis dahin hatte die US-Raumfahrtbehörde nur erfahrene Jetpiloten gesucht. Trotzdem gehörte das Pilotentraining auf Düsenflugzeugen zur damaligen Astronautenausbildung und so machte er 1969 auf der Reese Air Force Base in Lubbock (Texas) seinen Flugschein – als Klassenbester. Seither ist er ständig geflogen. Auf 160 verschiedenen zivilen und militärischen Flugzeugmustern hat er rund 18.000 Flugstunden angesammelt (ein nicht unerheblicher Teil kam durch seine Pendelflüge von Houston in Texas nach Denver in Colorado zustande). Er ist daneben Fluglehrer, Kunstflieger und hat eine Verkehrspilotenlizenz.
Nach seiner Grundausbildung war Story Musgrave an der Entwicklung des Skylab-Programms beteiligt gewesen und wurde Anfang 1972 zum Science Pilot (Wissenschaftsastronaut) der Ersatzbesatzung von Skylab 2 berufen, der ersten Mission zum US-Raumlabor. Während Skylab 3 und Skylab 4 fungierte er als CapCom im Johnson Space Center (JSC) in Houston.
Dann stellte er seine Arbeitskraft in die Dienste des Shuttle-Programms: Er war ab 1974 maßgeblich an Entwicklung und Bau sämtlicher für Weltraumausstiege (EVAs) notwendigen Geräte und Ausrüstungsgegenstände wie Raumanzug, Lebenserhaltungssystem, oder Luftschleuse beteiligt gewesen. Im Oktober 1974 und im Januar 1976 nahm er als Missionsspezialist an den ersten zwei Spacelab-Simulationen teil.
Ab 1979 arbeitete Musgrave die nächsten fünf Jahre im Shuttle Avionics Integration Laboratory (SAIL) am JSC, in dem die Instrumente und Software des Shuttles getestet werden. Unterbrochen wurde diese Tätigkeit durch die Trainingsvorbereitungen für seinen ersten Raumflug: seit Dezember 1981 probten er und sein Partner Donald Peterson für einen Weltraumausstieg mit STS-6. STS-6 war im April 1983 der Jungfernflug des Orbiters Challenger und von Story Musgrave – nach 16 Jahren Wartezeit. Peterson und Musgrave führten am vierten Flugtag eine vierstündige EVA durch. Nachdem es Probleme mit einem Raumanzug auf STS-5 gab und der angesetzte dreieinhalbstündige Ausstieg abgesagt werden musste, war die STS-6-EVA die erste des Shuttle-Programms.
Zwei Jahre später unternahm Story Musgrave erneut mit dem Orbiter Challenger seinen nächsten Raumflug. STS-51-F trug die Bezeichnung Spacelab-2 und war der erste Flug des europäischen Raumlabors ohne Druckmodul – die Experimente (in der Hauptsache in den Disziplinen Astronomie und Astrophysik) waren auf drei Paletten im Laderaum der Challenger installiert gewesen. Die Besatzung arbeitete im Zwei-Schicht-Betrieb, um eine möglichst hohe Ausnutzung der Experimente zu erzielen. Musgrave war in seiner Schicht (Blaues Team) Aushilfspilot und führte bei Bedarf kleine Lageregelungen durch. Bei Start und Landung unterstützte er die beiden Piloten.
Danach studierte Musgrave an der University of Houston in Texas Literatur. Schwerpunkte waren die US-amerikanischen und britischen Poeten und Philosophen. Sein Masterdiplom erhielt er im Jahr 1987.
Die nächsten beiden Flüge, auf denen Musgrave als Missionsspezialist eingesetzt war, wurden für das US-Verteidigungsministerium durchgeführt: STS-33 fand im November 1989 mit der Discovery statt und STS-44 genau zwei Jahre später mit dem Orbiter Atlantis.
Musgraves fünfter Flug stellte für ihn die größte Herausforderung dar. STS-61 mit dem Shuttle Endeavour im Dezember 1993 war die erste Wartungs- und Reparaturmission für das Hubble-Weltraumteleskop. Während des Trainings kamen ihm erhebliche Zweifel, ob die Mission ein Erfolg werden würde. So waren die ursprünglichen Arbeitsabläufe etwas „realitätsfern“, und das Werkzeug taugte nichts. Dazu kam, dass sich Musgrave ein halbes Jahr vor der Mission verletzte (bei einem Test in einer Vakuumkammer zog er sich an einer Hand Erfrierungen zu) und es nicht sicher war, ob er bald wieder gesund werden würde. Die geplanten Reparaturen wurden von zwei EVA-Teams durchgeführt, die aus je zwei Astronauten bestanden. Musgrave, der alle Hubble-Arbeiten auf der Erde geplant hatte, arbeitete mit Jeff Hoffman zusammen und stieg dreimal aus. Nach dem Flug fungierte er zwischen Juli 1994 und Februar 1996 als CapCom im Kontrollzentrum.
Im November 1996 brach Musgrave zu seinem sechsten und letzten Flug auf. Zu diesem Zeitpunkt war er mit 61 Jahren der älteste Mensch, der ins All flog. Acht Stunden nach dem Start von STS-80 wurde die von Deutschland gesponserte Astronomieplattform ORFEUS-SPAS ausgesetzt. Zwei Wochen lang beobachtete sie stellare Objekte. Schüler in der Bundesrepublik konnten per Internet dabei sein. Zu Beginn des vierten Flugtages wurde die tellerförmige WSF ausgesetzt. Drei Tage lang flog die WSF neben der Columbia her. Dabei erzeugte sie in ihrem „Windschatten“ ein besonders reines Vakuum, indem sie alle Moleküle der Restatmosphäre aus dem Weg räumte. Auf der Rückseite der WSF wurden neue Halbleiter für die Elektronik erzeugt. Der Shuttle-Flug ging nach knapp 18 Tagen zu Ende.

## Pensionierung
Story Musgrave verließ die NASA nicht ganz freiwillig (er spricht vom Weltraum als seiner Berufung). Bereits während des Trainings für STS-80 hatte man ihm bedeutet, dass dies definitiv sein letzter Raumflug sein würde. Er überlegte, ob er weiter als Wissenschaftler für die Raumfahrtbehörde tätig sein oder in die freie Wirtschaft gehen sollte. Anfang September 1997 war seine Entscheidung gefallen und er verließ die NASA. Seitdem reist er durch die Welt und hält Vorträge. Außerdem ist er als Berater für Walt Disney Imagineering tätig, die Entwicklungsabteilung des Unterhaltungskonzerns in Glendale (Kalifornien) sowie für die ebenfalls in Glendale ansässige Firma Applied Minds, die Ideen und Produkte für amerikanische Wirtschaftskonzerne entwickelt.
In den 1960er Jahren fing Musgrave mit Fallschirmspringen an; er kann mit mehr als 600 Absprüngen aufwarten. Er ist Sporttaucher, Segler, fotografiert gern und gab an, dass er an die Existenz außerirdischen intelligenten Lebens glaube. Lernen war für ihn nie Selbstzweck. Es ging ihm nicht um akademische Titel, vielmehr um die Vermehrung des eigenen Wissens. So studierte er an der University of Houston ab 1987 in Abendkursen auch noch Psychologie und Geschichte. Erst nach mehr als einem Jahrzehnt nach seinem Ausscheiden aus der NASA ging er von der Uni ab.

## Besonderheiten und Rekorde
- zweiter Mensch mit sechs Raumflügen (nach John Young)
- einziger Mensch, der mit allen fünf US-Raumfähren ins All flog

## Schauspielerei
Die Berliner Filmemacherin Dana Ranga drehte in Zusammenarbeit mit Musgrave einen anderthalbstündigen Dokumentarfilm mit dem Titel „Story“, der auf dem Internationalen Dokumentarfilmfestival im französischen Marseille im Sommer 2003 uraufgeführt wurde. Darin schildert der exzentrische Astronaut, wie er zu dem wurde, was er ist. Außerdem hatte Musgrave einen Gastauftritt in dem Science-Fiction-Film „Mission to Mars“ von Brian De Palma aus dem Jahr 2000. Darin ist Story kurz in einer Szene zu sehen. Er spielt darin sich selbst – einen CapCom. Außerdem trat er in einer Episode von „Hör mal, wer da hämmert“ auf.

## Privat
Story Musgrave war zweimal verheiratet und lebt heute in Florida. Er hat sieben Kinder: drei Töchter und vier Söhne. Musgrave hat berühmte Vorfahren: Joseph Story – seinerzeit war noch Story der Familienname –, der ab Februar 1812 bis zu seinem Tod 33 Jahre lang Richter am Obersten Gerichtshof der Vereinigten Staaten war, sowie dessen Sohn William, der Bildhauer und Dichter war und später nach Italien auswanderte.